# Anthurium bragae
Anthurium bragae är en kallaväxtart som beskrevs av Marcus A. Nadruz. Anthurium bragae ingår i släktet Anthurium och familjen kallaväxter. Inga underarter finns listade.